# 小行星2768
小行星2768（2768 Gorky）是一颗围绕太阳公转的小行星。1972年9月6日，柳德米拉·朱拉夫寥娃在克里米亚发现了此天体。
該小行星以俄羅斯作家馬克西姆·高爾基命名。
这颗小行星的绝对星等为334.96787等。